# コードギアス 奪還のロゼ
『コードギアス 奪還のロゼ』（コードギアス だっかんのロゼ、CODE GEASS Rozé of the Recapture）は、サンライズ（バンダイナムコフィルムワークス）制作の日本のSFロボットアニメ。

## 概要
2020年12月5日の配信イベントにて「コードギアスNext 10years Project」の一つとして制作を発表。当初のタイトルは『コードギアス 奪還のゼット』であったが、2022年ロシアのウクライナ侵攻による世界情勢の変化でウクライナに全面侵攻したロシア軍を象徴するものとなった「ゼット」の単語使用を控え、2023年12月18日の制作発表会イベントにて現題に変更されることが発表された。
シナリオは最終話となる第12話の完成後、間を空けて見直しが行われ、改めて全12話分を作成するという形式が取られた。例として当初はアインベルクは3人のみであったが、人数が増えて11人となった。
時系列については『復活のルルーシュ』から5年後となる光和7年を舞台とする。KMFの戦闘シーンは3DCG表現が採用され、地上戦をメインとして描かれる。また、『反逆のルルーシュ』をセルフオマージュした要素が盛り込まれている。
全12話のうち3話ずつ2024年5月10日より4回に分けて劇場公開した後、2024年6月21日から9月までDisney+「スター」にて独占配信された。
本作は木村貴宏が2023年に逝去したため遺作となる。生前に木村が手掛けたキービジュアルは、彼の妻でイラストレーターのRICCAが彩色を担当している。
『復活のルルーシュ』から『奪還のロゼ』までの間に起きた物語を描く『コードギアス 新潔のアルマリア』の製作も発表され、月刊ホビージャパンにて小説版が掲載、カドコミ（コミックNewtype）にてコミカライズが開始された。

## あらすじ

### プロローグ
かつての超大国・神聖ブリタニア帝国が共和国となり、超合集国に加盟したことで世界に平和が訪れた。しかし、光和3年に合衆国日本のホッカイドウブロックを一部の勢力が占領し、「ネオ・ブリタニア帝国」を建国。さらには「シトゥンペの壁」と呼ばれるKMFの行動を阻害するエネルギー障壁を展開したことにより、黒の騎士団すらもホッカイドウブロックへの手出しが出来なくなってしまう。そのため、ホッカイドウ奪還の方法が決められず、静観するという状況が続き、光和6年にネオ・ブリタニアへと派遣した特使団は全員が命を落とす結果に終わった。
光和7年。ホッカイドウブロックでは元領主の皇重護の娘である皇サクヤが虜囚の身となり、イレヴンとして虐げられる日本人達はレジスタンスを組織して抵抗を続けていたが、ネオ・ブリタニアはノーランド・フォン・リューネベルク率いる皇帝直属の騎士団「アインベルク」や天空要塞ダモクレスなど、決して侮れない戦力を有していた。そのホッカイドウブロックをブリタニア人の兄弟、ロゼとアッシュが訪れる。彼らは「ナナシの傭兵」として活動しており、レジスタンス組織「七煌星団」からの依頼を受け、ネオ・ブリタニアと対決することを決意する。

### episode1
光和3年、雪原を逃亡する二人の少女の姿があった。時は経ち光和7年、「ナナシの傭兵」のロゼとアッシュは七煌星団の琉高ハルカと面会し、アインベルクのメンバーであるカークウェイン兄弟を排除して欲しいという依頼を了承する。そのカークウェイン兄弟は、イレヴンへの虐殺を平然と行う非道な者達であった。
KMFのZi-アポロに搭乗するアッシュと、それを支援するロゼはカークウェイン兄弟と対決し、アッシュは弟のグランを撃破、そしてロゼは兄のグリードを自決に追い込む。その際には、ロゼは現在囚われの身となっているはずの皇サクヤが男装した姿であり、彼女が「絶対遵守のギアス」を持っていることが明かされる。

### episode2
ロゼ（サクヤ）とアッシュは正式に、七煌星団と協力関係を築く。ロゼは自身の影武者として捕われている親友の春柳宮サクラを、七煌星団は団長の黒戸剣成を救出するため、次はアバシリ強制収容所への攻撃・突入任務を遂行する。だが、そこにはアインベルクの一人であるアーノルドが訪れていた。
収容所への突入の末、アーノルドはアッシュのZi-アポロに敗れて乗機の爆発に吞まれる。また、サクラと黒戸の救出にも無事成功するが、そこへアインベルクのキャサリンが姿を現し、サクラの身を奪い去って行った。サクヤは全てが解決すれば、父親の仇とされるアッシュをその手で殺すことを決めていた。

### episode3
黒戸が復帰したことで七煌星団は活気付き、攻めてきたアインベルクのヒースを撃退する。そしてロゼ（サクヤ）とアッシュは休暇を取り、サクヤは喫茶「シュマリ」を訪れて、その手伝いをするが、アッシュは店員の江間メイを助けたことでシュマリで本来の姿のサクヤに会い、彼女に惚れてしまう。
一方、ネオ・ブリタニア側では捕らえられたサクラの警護にキャサリンが付く。そんな中、第100代皇帝のカリス・アル・ブリタニアが突如崩御し、その後任にブリタニアの正統な皇族関係者のサクヤ（サクラ）が即位したというニュースが駆け巡る。サクヤは過去に、L.L.と出会ったことを思い出していた。

### episode4
第101代皇帝となったサクヤ（サクラ）は、自分にも出来ることを模索していた。そんな折、アインベルクのディボックはノーランドへの手柄を立てるため、ダモクレスとフレイヤを持ち出してのサッポロ・ゲットー殲滅を大々的に宣言し、それを聞いたロゼやアッシュ、七煌星団の面々に動揺が走る。
その頃、黒の騎士団は総司令にコーネリア・リ・ブリタニアが就任し、七煌星団側に新型KMFなどの支援物資を輸送する。また、追加人員として八戸基地の坂井ミナトに護衛されたニーナ・アインシュタインが、七煌星団の元を訪れる。彼女はネオ・ブリタニアが所有するフレイヤ対策を担っていた。

### episode5
ディボックは地上戦闘を担当するアインベルクのナラと共に進軍し、東の暁旅団や北狼軍と同盟関係を構築した七煌星団は、ダモクレス攻略作戦を実行。フロート爆破のため、要塞へ突入しての破甲爆弾設置作業に着手し、ニーナから提供された新型フレイヤ・エリミネーターの用意も完了していた。
ダモクレスは東の暁旅団の東見の特攻などでフロートを損傷して高度が下がり、フレイヤも1発目はアッシュが阻止、2発目を抱えて出撃したディボックも、ロゼ達に防がれて死亡する。しかし、突如現れたアインベルクのクリストフが最後のフレイヤをダモクレスに使い、墜落が不可避となる。

### episode6
ダモクレスはロゼ達の尽力で、市街地を外れた場所へと落着した。ナラは戦ったZi-アポロのパイロットがアッシュだと気付き、彼を誘って過去と現在の状況を話し合う。サクヤは目撃した二人を追跡し、盗聴器でアッシュが重護を殺していないこと、彼がノーランドの養子であったことを聞く。
ネオ・ブリタニア側では、クリストフがサクヤのギアスが使われた者達を拷問し、調査を行っていた。また、サクヤ（サクラ）は日本人のために出来ることをしようと願うが、彼女の言動に憤ったキャサリンと一時的に警護を代わったアインベルクのヴァルターに、自身が影武者だと見抜かれてしまう。

### episode7
ヴァルターは過去にサクヤの母に仕えていたことを明かし、サクラに協力を申し出る。一方、サクヤはアッシュの過去を知るため、彼がいたという孤児院「ラベンダーホーム」を単身訪れ、ギアスをかけたシスターの口から彼に関する様々な情報を聞き出したことで、その余りの衝撃に打ちのめされる。
アッシュにはニコルという本当の弟がいたこと、彼ら兄弟がリューネベルク家に引き取られ、アッシュが暗殺者として育てられたこと、ニコルの処刑、そして重護の死の真相が語られる。アッシュにギアスを使ったことを後悔するサクヤだが、帰り道で彼女がギアスユーザーと確信したクリストフに身柄を拉致される。

### episode8
レジスタンス側の居場所を掴んだネオ・ブリタニアは、キャサリンと生体改造を受けて復活したアーノルドを送り込む。「ギアスキャンセラー」を持つアーノルドと戦ったアッシュはサクヤのギアスを解かれ、本来の記憶を取り戻す。その頃、サクヤはクリストフにより囚われの身となっていた。
クリストフは自分達の手で新しいギアスを生み出すという目的のため、サクヤを脅迫して利用しようとする。そこへアッシュが現れ、クリストフとのKMF戦に勝利した彼はサクヤと対面し、自分にギアスをかけていた件を糾弾する。苦戦する七煌星団の方は、北狼軍の岩本らの犠牲で辛うじて撤退に成功する。

### episode9
クリストフはアッシュの奇襲でサクヤにギアスを使われそうになると、潔く自決する。救出されたサクヤだが、自身の正体やギアスはノーランドに知られ、レジスタンス側も大打撃を受けたことで意気消沈するも、アッシュは彼女の行く末を見届けようとし、サクラ救出の目的を思い出したサクヤは心を新たにする。
そんな折、ネオ・ブリタニアが超合集国との和平交渉を突然発表し、その特使としてナラが交渉場所の八戸基地に来訪する。ネオ・ブリタニアと超合集国の交渉が続く中、世界各地に謎の兵器群が突如出現し、人々に襲い掛かって無差別に殺戮し始めるという、未曾有の事態が発生する。

### episode10
世界中に出現した謎の機体は、ノーランドとアインベルクのスタンリーが極秘に開発していた戦略兵器「ロキ」であった。サクラの身を案じたサクヤとアッシュはZi-オルテギアで皇宮へ向かう。一方、サクラはヴァルターと地下に避難し、そこで出会ったキャサリンとの会話後に彼女の端末を貰い、無事に脱出する。
皇宮に突入したサクヤとアッシュはノーランドの部屋でアーノルドに見つかり、二手に分かれる。アッシュは剣戟の末にアーノルドを倒し、ノーランドを追ったサクヤはその先で彼がシャルル・ジ・ブリタニアのクローンであったという事実を知る。ノーランドは自らの乗機、ファウルバウトを起動させる。

### episode11
ノーランドはシトゥンペバリアをホッカイドウの全土へと広げ、制御装置を使ってバリアの解除をするため、サクヤはロゼとしてナラへ通信を繋ぎ、情報を得た後は制御装置のある前宮へと向かうも、既に中枢部はノーランドの手中にあり、建物内へと閉じ込められてしまう。だが、そこへ七煌星団が救援に現れる。
物部が犠牲になるも電力復旧に成功し、バリアは解除され、サクラの命令でネオ・ブリタニアと七煌星団の協力体制も整う。ノーランドの方では、用済みとなったスタンリーを処分し、立ち向かってきたキャサリンやアッシュもファウルバウトの武装で機体を機能停止させ、彼女らをKMFごと目の前から排除する。

### episode12
全世界でロキとの戦闘が続く中、今度こそノーランドを倒すため、アッシュはサクヤに対し自らに再びギアスをかけるよう望む。問答の末、ギアスをかけられたアッシュはサクヤの騎士となり、Zi-オルテギアでファウルバウトの隙を探った二人は、相手の猛攻を凌ぎきり、近接戦闘を仕掛けてノーランドを打ち倒す。
しかし、Zi-オルテギアのエナジー不足とノーランドの自爆を悟ったアッシュはZi-アポロを切り離し、爆発の光の中へと消える。数ヶ月後、ネオ・ブリタニアは解体され、サクヤは超合集国の特別自治区となったホッカイドウの皇帝に即位する。彼女は自分への覚悟と責務のため、自らにギアスをかけて声を封じるのだった。

## 登場人物

### 主要人物
ロゼ
声 - 天﨑滉平
本作の主人公の一人。ブリタニア人の傭兵兄弟「ナナシの傭兵」の弟。若年ながら兄のアッシュと二人で傭兵仕事をこなしている。優秀な頭脳の持ち主で、依頼人との交渉や情報収集、作戦指揮を行う。また、生身・KMF双方での戦闘能力も有しており、Zi-アルテミスをKMF戦での愛機とする。
性格は明るく、普段はトレーラーで移動・生活をしており、車内にはアッシュが拾ってきたりした犬や猫などの動物を共に乗せている（なお、世話は主にアッシュが行っている）。レジスタンス組織「七煌星団」のメンバーからはブリタニア人ということで当初は半信半疑の扱いであったが、数々の作戦立案やアッシュの戦闘による功績を含め、様々な面から兄弟揃って頼りにされるようになる。
実はその正体はブリタニア人ではなく、カツラとネックレス型の装置で「ナナシの傭兵のロゼ」へと姿や声を変化させた、現在は囚われの身であったはずの皇サクヤ本人。彼女は、ある目的のためにロゼという架空の存在を作り出し、アッシュと偽の兄弟関係を続けている。
後にサクヤのギアスが解かれたアッシュから「ロゼという存在もまだ必要だから」との助言を受けたことで、七煌星団やナラとの会談時などではサクヤはロゼとして活動している。
アッシュ / アッシュ・フェニックス
声 - 古川慎、小市眞琴（幼少期）
本作の主人公の一人。ブリタニア人の傭兵兄弟「ナナシの傭兵」の兄。生身では優れた運動能力を有し、KMFの操縦技術も優秀なレベルにある。その腕は、ネオ・ブリタニア帝国の騎士団「アインベルク」とも互角以上に渡り合える程。それ故、弟のロゼの立てた作戦に従い、幾度も勝利を重ねてきた。Zi-アポロをKMF戦での愛機とする。
依頼のない休暇時は主に筋トレに励んだり、拾った動物達の世話をしている。ある時、街に買い出しに出かけて江間メイを助け、彼女の案内で喫茶「シュマリ」を訪れたことで出会ったラズベリーという名の女性（正体はサクヤ）に一目惚れする。後々にギアスが解かれた際、サクヤからラズベリーが自分であると明かされた時は激しいショックを受け、顔を青ざめさせていた。
本名は「アッシュ・フェニックス」。サクヤのギアスの力によって記憶や感情を書き換えられたブリタニア人で、サクヤの父である重護の仇とされる。ロゼというサクヤが変装した架空の弟を、本当の弟だと思い込み、当然ながら血縁関係は無いが、「弟を最優先とする」という感情に染まり、ロゼのためにどのような任務でもこなす戦闘マシーンと化している。
幼少時は孤児院「ラベンダーホーム」で暮らしており、「ニコル・フェニックス」という本当の弟がいた。しかし、後にノーランドのリューネベルク家に兄弟揃って引き取られ、そこでは戦闘技能を叩き込まれて暗殺者として育てられ、リューネベルク家に敵対する者達を殺す任務を何度も実行していた。アインベルクの面々とは当時から旧知であり、ある際に兄の身を案じたニコルが原因で任務が失敗し、弟はノーランドに処刑されてしまう。それに激昂したアッシュは、反逆者として投獄されることとなった。しかし、対面の牢屋にいた重護と知り合い、彼と語り合った末にサクヤの救出を頼まれる。後に重護と脱出するが、その行動は把握されており、アッシュを庇って逃がした重護はすぐ後ろで射殺され、それが「自分が重護を殺した」という後悔に繋がってしまった。その後、サクヤと出会った直後に彼女にギアスを使われ、現在の身となる。
復活したアーノルドとの戦闘時に、彼からニコルの件を触れられて動揺し、ギアスキャンセラーを使われてサクヤのギアスが解かれたことで、完全に記憶を取り戻す。そして、サクヤが捕われているクリストフの研究施設に向かい、サクヤには自身への行為は許すことは出来ないが、重護の言葉は信じられるからと述べ、葛藤しつつも彼女を救出する。以後は、サクヤに「ロゼ」という存在はまだ残すように伝え、彼女が何をするのか見定めようとする。
ロキの出現によりサクラの身を案じたサクヤと皇宮に向かい、アーノルドを倒すためサクヤと別れて決闘に勝利した後、Zi-アポロでノーランドを追い、彼との決着を付けようとするが、戦闘中にファウルバウトの武装で乗機が機能停止し、高所から投げ捨てられる。窮地をサクヤに助けられた後は一人でも戦おうとする彼女を止め、自分にもう一度ギアスをかけて欲しいと頼み込む。拒否するサクヤに対し「これは呪いではなく誓いだ」と述べ、二人でノーランドを倒す決意をし、ギアスをかけられる。そしてZi-オルテギアに合体後、近接戦闘に持ち込むための隙を作るべくファウルバウトの猛攻を凌ぎきった末、Zi-アポロの刃でついにノーランドを撃破する。だが、このままではZi-オルテギアのエナジーがもたないこと、そしてノーランドが自らの死後も自爆装置を組み込んでいるであろうことを予測し、ファウルバウトに刃が刺さったままのZi-アポロを分離、「死ぬことは怖くはないが、もうサクヤに会えないことが辛い」と言い残し、爆発の光の中に消える。
皇 サクヤ（すめらぎ サクヤ）
声 - 上田麗奈
本作のヒロイン。ネオ・ブリタニアによる占領前のホッカイドウブロック領主・皇重護と、元ブリタニア皇族シェリー・メ・ブリタニアの娘。重護の死後にネオ・ブリタニアに身柄を拘束され、アバシリ強制収容所に捕われていたが、実はそれは影武者であり、本物のサクヤは拘束を逃れ、身代わりに捕われた親友のサクラを助けるべく、「ナナシの傭兵」のロゼとして活動している。「絶対遵守の力」を有するギアスユーザーでもあり（過去に出会ったL.L.からギアスを授かった）、ギアスをかける際は相手に変声機等は使わずに自身の声を聞かせる必要がある。なお、サクヤの皇家はかつてキョウト六家の当主であった皇神楽耶の皇家の分家に当たり、非常に近い血縁関係にある。
レジスタンス組織「七煌星団」の黒戸やネオ・ブリタニア行政府で働くナタリアなど、サクヤの正体を知る一部の者達からは協力を受けており、街にある喫茶「シュマリ」を「ラズベリー」という名前で、髪型を変えて手伝うこともある。過去にはアッシュに対してギアスを使用し、自らを「ロゼ」という名の彼の弟として認識させると共に、父親の仇とされる彼をサクラを救出した暁には、いずれ殺すという決意を持つ。
しかし、孤児院「ラベンダーホーム」を訪れた際、ギアスをかけたシスターの口からアッシュの過去を聞き出し、彼に本当の弟がいたことや、父親の重護の死の真相を知った際の衝撃から、自らが行った行為に対して酷い後悔に打ちのめされることとなる。そして、孤児院からの帰りにサクヤがギアスユーザーと確信したクリストフに拉致され、イレヴンの捕虜を使ったギアスの研究を手伝うよう、脅迫される。捕虜達の犠牲に苦悩し、更には施設内に飛び込んできたアッシュのギアスが解かれていることに驚き、誠心誠意謝罪するものの、彼が去ってしまったことで心が折れそうになる。だが、最終的にはアッシュの救援とクリストフの死で、窮地を脱する。
その後はノーランドに正体やギアスを知られてしまったこと、そして自らが原因でレジスタンス側に多大な被害が出てしまったことへの絶望感から、どん底の状態となってしまうものの、サクラを助け出すという目的を改めて思い出し、心を新たにして立ち直る。また、アッシュにはラズベリーが自分であると打ち明けている。ロキの出現に際してはサクラの身を案じてアッシュと共に皇宮に向かい、アーノルドと対決するアッシュと別れ、一人ノーランドを追う。その先で仮面を外したノーランドがシャルルのクローンであるという事実を知ることとなる。
ノーランドがホッカイドウ全土をシトゥンペバリアで覆ったことで特使のナラに通信を繋ぎ、バリア解除のため制御装置のある前宮へ向かい、七煌星団の手助けを受けて電力を復旧させ、バリア解除に成功する。そしてファウルバウトとの戦闘に敗れて空中から落下していたZi-アポロを救出。全世界のロキを止めるため自分だけでも出ようとするも、アッシュから自分にギアスをかけて欲しいと懇願される。当初は拒否するも、サクヤの騎士となる覚悟を決めたアッシュと二人で戦うと心を決め、再び彼にギアスを使用し、Zi-オルテギアで出撃。対ファウルバウト戦では、相手のビーム発射口の数や発射間隔を調べ上げ、近接戦闘に持ち込んでついにノーランドを撃破する。だが、アッシュはZi-オルテギアのエナジー不足とファウルバウトの自爆からサクヤを守るためにZi-アポロを分離させて爆発の光の中に消え、空にはサクヤの慟哭が響き渡った。
エピローグでは、ネオ・ブリタニアが解体されたことで超合集国の特別自治区となったホッカイドウブロックの皇帝「サクヤ・スメラギ・メ・ブリタニア」として即位する。その際は自分への覚悟と責務のため、自らにギアスをかけて、声を封印した。サクラやナタリアと過ごすサクヤの側には、アッシュが世話をしていた動物達の姿があった。
春柳宮 サクラ（はるやなぎのみや サクラ）
声 - 上田麗奈
サクヤの親友でホッカイドウ皇家の親類の少女。光和3年時にはサクヤと二人で雪原を逃亡していた。現在はサクヤの影武者としてネオ・ブリタニアの手でアバシリ強制収容所に捕われている。ロゼ（サクヤ）にとっては彼女を「奪還」することこそが生きる目的であり、後にサクヤがレジスタンス組織「七煌星団」と協力して収容所を襲撃した際に無事に救出されたものの、そこに現れたアインベルクのキャサリンに身柄を連れ去られる。
カリスの死去後には、サクヤがシェリーの娘であったことが明らかにされ、新たなネオ・ブリタニアの第101代皇帝「サクヤ・スメラギ・メ・ブリタニア」となる。しかし、皇帝になって以後も周囲からはイレヴンだという点から良く思われておらず、ノーランドをはじめとするアインベルクの面々からも「お飾りの皇帝」として扱われているが、めげることもなく、自分自身が出来ることを探し、ネオ・ブリタニアに虐げられる日本人達のために本来のサクヤならこうするであろうと考え、懸命に皇帝なりの務めをこなそうと努力する。
ヴァルターに正体を見抜かれた際は一瞬驚愕するも、彼から協力を申し込まれたことでそれを素直に受け入れ、時には手伝ってもらいながら仕事をこなしている。皇宮へのロキの襲撃時はヴァルターに守られながら地下へと避難し、そこで出会ったキャサリンに「自分が出来る使命を果たしたい」と告げ、彼女から少し変わったと認められてクイーンの権限が入った端末を渡され、その場から脱出。その後はネオ・ブリタニア全軍に対し、七煌星団と協力してのロキの排除に努めるよう命令する。エピローグでは（サクヤと見分けがつくように）髪型を短髪にし、ホッカイドウブロックの皇帝に即位したサクヤをナタリアと共に支えている。

### ネオ・ブリタニア帝国

#### アインベルク
ノーランド・フォン・リューネベルク
声 - 安元洋貴
ネオ・ブリタニア皇帝直属騎士「アインベルク」を統率する仮面の男。白のキング。性格は冷酷で、味方であろうと失態を犯した者に容赦はしない。用済みと見なした相手には「ここから消えるがいい」と告げる。皇帝であるカリスや後任のサクヤに対しても不遜な態度を取り、実際はネオ・ブリタニアの実権を握っているに等しい。アインベルクの敗退やダモクレスの喪失を受けても動揺する様子すら見せず、何らかの思惑をもって行動している。過去には幼いアッシュとニコルの兄弟を養子としてリューネベルク家に引き取るが、普通の家族生活を送らせるつもりは全く無く、アッシュを手駒の暗殺者として育て上げ、リューネベルク家に敵対する者達の暗殺を行わせていた。ある任務の失敗時にてその原因を作ったニコルを自らの手で処刑し、アッシュの反逆を招く。なお、かつては神聖ブリタニア帝国にナイトオブラウンズ（地位はナイトオブファイブ）として身を置いていた。極秘裏にスタンリーと全人類を抹殺する戦略兵器「ロキ」の開発を行っており、後に表向きに超合集国との和平交渉を発表し、その特使としてナラを任命するが、その裏では各国に向けて密かにロキの大群を出撃・展開させ、全世界を大混乱に陥れる。
その正体は「シャルル・ジ・ブリタニアのクローン」。シャルルの意識を移行するための新たな器として遺伝子工学の権威、ウィリアム・ビッシュの主導で研究・創造されたが、シャルルの肉体が壮健であり、「ラグナレクの接続」までに時間を要した点からすぐには意識移行をせず、ラウンズ時代はシャルルの忠実な駒として働いていた。だが、肝心のシャルルはルルーシュに敗れて世を去り、ノーランドだけが残されてしまう。その出自故に人類そのものを長年嫌悪し、ロキを使って全ての人類を駆除しようとした。その理由はシャルルや人類への復讐心等ではなく、強化人間として劣った人間に対する生理的な嫌悪感である。もはや人間自体を「害虫」としか思っておらず、ブリタニア人やイレヴンの差も彼には関係なく、「ホッカイドウ」を選んだのも資源や過去に建造されていたシトゥンペタワーの存在等から、国を立ち上げて立て籠もるのが最適と判断したため。顔に付けた仮面は若い頃のシャルルと瓜二つの顔を隠すためなのは勿論だが、カメラやモニター、マイク、スピーカーが仕込まれており、直接人間の顔を見る・声を聞くといった、ノーランドにとって忌むべき行動を遮断する特製となっている。
サクヤの前で仮面を外し、正体を明かすと共にファウルバウトへと乗り込み、ネオ・ブリタニア政庁を上昇させる。戦闘を挑んできたキャサリンやアッシュを一蹴し、シトゥンペバリアをホッカイドウブロックの全土へと広げ、自らは上空で一人目を閉じ、目的の達成を待つだけの時間に入る。だが、ノーランドを倒し全世界のロキを止めるため、バリアを解除してZi-オルテギアに合体し、再び立ちはだかったアッシュ、そしてサクヤとの対決に臨み、一対一の激闘を繰り広げるが、乗機のシステムの隙を見出した二人の戦法の前についに敗れ、Zi-アポロの刃で体を貫かれて戦死する。
なお、アッシュとニコルに対しては、シャルルとの間に築けなかった『人間らしい兄弟関係』に対する嫉妬心も抱いており、養子として引き取った二人に対して苛烈な訓練や粗末な家に住まわせるといった扱いを強いたのもそのため。
ナラ・ヴォーン
声 - 内山夕実
黒のクィーン。赤毛の女性。過去のブリタニアバッシングの件で、子供達を守るため孤児院「ラベンダーホーム」のある地を自身の領地としている。ディボックの作戦時は地上部隊を率いて進軍するが、引き際を悟り部隊を撤退させる。その際、Zi-アポロと戦闘したことで相手のパイロットがアッシュだと気付く。子供の頃はアッシュと同じくラベンダーホームで暮らしていたことがあり、後に彼をドライブに誘い、昔の思い出と近況を語らう。
ノーランドが和平交渉を持ちだした際はネオ・ブリタニア側の特使として超合集国に赴き、交渉を行うが、突然のロキの大群の襲撃に驚くこととなる。その際は、この騒動がノーランドによるものではないかと推測している。ロキとの戦闘時は黒の騎士団側から怪しまれるも、自らの行動を見て判断して欲しいとロキの撃退に動く。その後はロゼからの通信によるシトゥンペタワーの制御装置の情報を教えて欲しいとの要望を受け入れ、エピローグでは「ラベンダーホーム」で働きながら子供達の世話をしている。
キャサリン・サバスラ
声 - 東山奈央
白のクィーン。ピンク色のツインテールの女性。強気な性格。アバシリ強制収容所にてサクヤ（正体はサクラ）を連れて帰還する。後には、何故自分がという不満を抱きつつも、皇帝に即位した彼女の警護担当となる。サクラの言動に憤りを抱いた際は、ヴァルターに度々警護の交代を願い出ている。
ディボックを「ディー君」、アーノルドを「アー君」などと呼び、復活したアーノルドとの共同戦線では蛍雪に乗るハルカを相手取り、軽々と彼女を翻弄して苦戦させ、撃墜寸前まで追い込むといったアインベルクとしての強さを見せ付ける。
子供の頃に人攫いに遭った経験があり、その際にノーランドに救われたことで彼と「力」を信望し、弱者を見下し強者こそが正しいという思いを抱くようになる。皇宮地下でサクラと会った際は彼女の信念を聞いて自分なりにそれを認め、脱出の手助けをした。ファウルバウト起動後はノーランドに戦いを挑むものの、全く敵わず一蹴された上、彼の戦法が自分が望んだものでは無かったことで激しく落胆する。その後は空中から機体ごと捨てられるも生存しており、エピローグでは自分も働かせて欲しいとナラの孤児院を訪れている。
ヴァルター・リントシュテット
声  - 加瀬康之
黒のビショップ。キャサリンに代わってサクヤ（サクラ）の警護を担った際、彼女が本物のサクヤではないことを見抜く。かつてはサクヤの母・シェリーに騎士として仕えており、サクラに協力することを宣言。以後は（キャサリンと警護を代わることも度々あるため）サクラの仕事を手助けしている。
ロキの皇宮襲撃時はサクラを連れて地下へと避難し、キャサリンの手助けもあったことからKMFに搭乗し、外へと脱出。その後は、前宮でロキの集団と戦う七煌星団の面々を救援に現れている。
スタンリー・フォンブラウン
声 - 平川大輔
白のビショップ。KMFには搭乗しない。ノーランドのために技術者として貢献し、彼の専用機の整備・調整をする他、戦略兵器「ロキ」の開発を行っている。ギアスに対しては良い印象を持っておらず、サクヤがクリストフに捕われた際は、その居場所を秘密裏に七煌星団側にリークしている。
ロキに関しては純粋に自国防衛用の兵器として開発していたが、人類全てを皆殺しにするつもりでいたノーランドの考えは予想外であり、敵味方識別装置を設定する前に彼から用済みとしてロキの攻撃対象とされる。だが、殺害される寸前にロキやファウルバウトの情報を黒の騎士団側へ送信し、それが攻略の糸口となった。
クリストフ・シザーマン
声 - 吉野裕行
黒のルーク。研究者肌であり、ノーランドとは古くからの付き合い。ディボックの作戦時は高度の下がっていたダモクレスに最後のフレイヤを使い、墜落を決定的とした。アバシリ強制収容所等でギアスを使われた者達の行動に疑念を抱き、独自にその調査を進める。「自分達の手で新しいギアスを生み出す」という野望を秘めており、その目的のため行動力や判断力が高く、ぶれない性格をしている。尋問と言う名の拷問行為を平気で行う、捕らえたイレヴンを何人殺そうとも全く意に介さないなど非道な面を持つが、一方で子供の頃のアッシュに教官として戦闘技術を指南したり、弟を殺されたアッシュがノーランドに反逆した際は、彼が殺されることを防ぐため、身を挺してそれを止めるといった姿も見せている。
バトレー・アスプリウスが残していたとされるギアスに関する資料を密かに回収しており、尋問や監視カメラの痕跡等からサクヤがギアスユーザーだと確信し、彼女を自身の研究施設へと拉致する。そして彼女のギアスをイレヴンの捕虜へと使わせ、捕虜を殺すことで彼女を脅迫し、研究の末に自らの目的を叶えようとする。アッシュが施設内へと乗り込んで来た時は、自らKMFに乗って相手をするも敗北し、脱出。それでも、アッシュがサクヤを助けに来ることは無いと踏んでサクヤへの脅迫を続けていたが、突然のZi-アポロの横槍で隙を作られ、自分に対してサクヤのギアスが使われそうな状況に陥る。しかし、最後は「操り人形になることなど御免だ」と、一瞬の躊躇も無く自らの頭を銃で撃ち抜き、潔く自決する。
ディボック・メルテ
声 - 水中雅章
白のルーク。手柄を立てるためダモクレスとフレイヤを持ち出し、サッポロ・ゲットー殲滅を目論む。ナラの部隊と協力して進軍するものの、ブレイズルミナスの隙を突かれ要塞内部への敵部隊侵入を許してしまう。迎撃に出た際は東見を追い詰めるが、ハルカとの戦闘で乗機を半壊され撤退。発射した1発目のフレイヤはアッシュに新型フレイヤ・エリミネーターで防がれ、ナラの部隊は途中で離脱し、ダモクレス自体もフロート翼の損傷で高度が低下する。
ノーランドからの叱責を恐れ、最後はこれ以上の失態を防ぐべく単機で2発目のフレイヤを抱えて飛び出し、目的の殲滅を実行しようとするも、先回りしていたロゼ達に目の前でエリミネーターを使われ、自身のみが圧縮・爆死する。
アーノルド・レンク
声 - 斉藤壮馬
黒のナイト。アインベルクとしてアバシリ強制収容所に派遣される。ロゼ達や七煌星団の収容所への突入時に部隊を率いて迎撃に出撃、相対したアッシュが「アッシュ・フェニックス」であることに気付く（子供の頃はアッシュの模擬戦相手を務めていた）。戦闘では乗機の盾を生かした戦法を取るが、アッシュに機体性能に頼りすぎな点を指摘されて敗れ、爆発に吞まれる。
後に生存していたことが判明。クリストフの生体改造を受けたことで髪は白髪に、性格はより好戦的になり、目には「ギアスキャンセラー」が搭載された。また、新型KMFのローエングリンを新たな乗機とする。キャサリンと共に出撃した際はアッシュと再戦し、彼を追い詰めた末にギアスキャンセラーを使用してサクヤのギアスを解き、彼に本当の弟がいた事実を思い出させた。
アッシュ達が皇宮内部に乗り込んで来た際は、ノーランドの部屋にあった、かつて彼がニコルを殺した剣を使っての、生身でのアッシュとの決闘を望む。だが、最後は剣戟の末に敗北し、剣状のオブジェクトへと投げ飛ばされて胴体を貫かれる。それでも即死はせずに呻く中で、なおも恨めしくアッシュの名を叫ぶが、直後に崩壊する天井の下敷きとなって死亡する。
ヒース・ロット
声 - 逢坂良太
白のナイト。アインベルクの中では若輩者にあたる。ナラやクリストフの部隊らと各レジスタンス組織を襲うが、自身が担当した七煌星団はロゼとアッシュが彼らに協力していたため、手玉に取られて難なく逃亡され、任務に失敗する。帰還後は怯える姿を見せ、ノーランドから見限られたことで精神の均衡を失い、自決する。
グラン・カークウェイン
声 - 小野友樹
黒のポーン。グリードの弟。幼少時からイレヴンへの強い差別意識を抱いており、治安維持の名目で愉悦しながら民間人の処刑を行うなど、残虐非道な性格。カークウェイン兄弟を排除しに来た「ナナシの傭兵」と対決し、自らはアッシュを相手取るものの、アッシュの腕とZi-アポロの前に部下を全滅させられ、自らも乗機を破壊されて戦死する。
グリード・カークウェイン
声 - 野島裕史
白のポーン。グランの兄。弟と同様、イレヴンに強い差別意識を抱いている。元々はシェリーの側近一族としてホッカイドウに移住し、皇家に仕えていた。だが、日本人への嫌悪感を隠せず、ネオ・ブリタニア侵攻時には弟と共に寝返り、内部から手引きを行った。自身はKMFには搭乗せず、戦略担当として屋敷で部隊の指揮をしていたが、部屋に入ってきたロゼとチェスの勝負を行う。その後、ロゼの変装を解いて正体を露わにしたサクヤからギアスをかけられ、殺してきた100倍の日本人を救えば命は助かると言われるも、拒否したことで自決する。

#### 行政府
カリス・アル・ブリタニア
声 - 市ノ瀬加那
ネオ・ブリタニア帝国第100代皇帝。元は神聖ブリタニア帝国の第108皇子であった。まだ幼いながらも皇帝としての仕事をこなしており、過去には日本人に命を狙われた経験を持つ。第1幕（episode3）にて血を吐いて突如崩御し、その際に暗殺を疑わせるシーンが示され、葬儀が行われる。
ナタリア・ルクセンブルグ
声 - 寺崎裕香
カリス付きの文官。ロゼの正体がサクヤだと知る人物の一人。幼いカリスを相談役として支えてきたため、彼の死にショックを受ける。その後、新しい皇帝に即位したサクヤ（サクラ）を引き続き支える。後にサクヤに協力していたことから、国家反逆罪として拘束されてしまう。ロキの襲撃時はシェルターへと避難しており、無事に最後まで生存する。エピローグでは、短髪になったサクラと共に、ホッカイドウブロックの皇帝に即位したサクヤを支えている。
彼女が生まれたルクセンブルグ家は元々、サクヤの母であるシェリーの側近であった。なお、その家名がヨーロッパに実在する国家の名前に非常に似ていることから、血筋の上ではユーロ・ブリタニアの貴族である模様。

### 七煌星団
黒戸 剣成（くろと けんせい）
声 - 黒田崇矢
七煌星団の団長。ロゼの正体がサクヤだと知る人物の一人。過去には「日本解放戦線」に所属しており、団員達からの信頼が厚い。物語序盤ではアバシリ強制収容所に捕われていたが、「ナナシの傭兵」と七煌星団の手によって救出される。優れた槍術の腕を持つとされるが、組織の作戦実行時はKMFに乗ることはなく、司令室や車両内で指揮を執り、各部隊へ指示を出す。なお、ハルカは実の娘であり、エピローグでは二人で母親の墓参りをしている。
物部 勲（ものべ いさお）
声 - 小西克幸
黒戸不在時のまとめ役。KMFに搭乗することもある。ロゼ（サクヤ）が自分が原因でレジスタンス側に大打撃を与えてしまい、落ち込んで投げやりな態度を見せた際はその言動に激怒するも、後に謝罪している。前宮の電力復旧作戦時にて、単機で破甲爆弾の設置作業を行い、ロキを集めて爆弾を起動させ、爆発と共に命を落とす。
琉高 ハルカ（るたか ハルカ）
声 - 富田美憂
KMFのパイロット。最初に「ナナシの傭兵」と接触した。過去にカークウェイン兄弟に母親を殺されている。七煌星団におけるエースパイロットで、黒の騎士団による物資搬入後は、新型KMFの蛍雪を乗機とする。蛍雪の初陣となるダモクレス攻略戦時では、アインベルクのディボックを圧倒した。だが、アッシュとの模擬戦時は彼から動きが読みやすい欠点を述べられ、その後にアインベルクのキャサリンと戦った際は彼女に翻弄され、倒される寸前まで追い詰められてしまうも、辛うじて生還する。
小田 友臣（おだ ともおみ）
声 - 千葉翔也
KMFのパイロット。お調子者な性格。当初はロゼとアッシュを敵視するが、すぐに打ち解けている。戦闘では宗森とのコンビで敵を相手取る。
宗森 葵太（むねもり しょうた）
声 - 坂泰斗
KMFのパイロット。気の知れた仲の小田や新城とは、一緒にいることが多い。ロキとの初戦時は命の危機に陥るも、ハルカに助けられている。
新城 陽子（あらき ようこ）
声 - 杉山里穂
オペレーターの女性。露出の多い服装をしている。実は未成年であり、エピローグでそれを明かした際は小田と宗森を驚愕させている。
佐野 悠里（さの ゆうり）
声 - 春野杏
メカニックの少女。KMFの整備・調整などを担当する。エピローグでは黒の騎士団への入団を希望する。

### レジスタンス勢力
東見 燦士郎（とうみ さんしろう）
声 - 藤井隼
「東の暁旅団」団長。当初は組織単独でネオ・ブリタニアに対抗していたが、後に北狼軍と共に七煌星団の元を訪れ、同盟関係を築く。ダモクレス攻略戦時は要塞に侵入し、フロート翼爆破作業を行うも、ディボックとの戦闘で乗機と設置予定の破甲爆弾を失う。その後、VTOLに乗り換え脱出するが、まだ自分にもやれることがあると途中で引き返し、設置済みの爆弾めがけて特攻。VTOLの爆装を使い爆弾を誘爆させ、フロート翼の破壊と引き換えに落命する。
岩本 時男（いわもと ときお）
声 - 青山穣
「北狼軍」リーダー。東の暁旅団と同じく、七煌星団と同盟関係を築く。ダモクレス攻略戦時は、地上でナラの部隊を相手にする。キャサリンとアーノルドの部隊によるレジスタンスへの襲撃時は敵増援の出現もあり、七煌星団の面々を逃がすために自ら殿を務めることを述べ、敵部隊に爆弾を持って特攻し、戦死する。

### 黒の騎士団
漣 士郎（さざなみ しろう）
声 - 山本兼平
ネオ・ブリタニアに最も近い黒の騎士団の拠点である、八戸基地所属。部下の志塚と共に、ロゼの正体がサクヤだと知っている。ネオ・ブリタニア側が持ち掛けた和平交渉の際は会談が八戸基地で行われたため、超合集国の代表達と共に自らも同席している。
志塚 香（しづか かおる）
声 - 小林親弘
漣の部下。
坂井 ミナト（さかい ミナト）
声 - Lynn
八戸基地所属の団員。ニーナの護衛としてホッカイドウに赴き、彼女が仕事を終えて帰還した後も、騎士団とレジスタンスの連絡役として残る。
コーネリア・リ・ブリタニア
声 - 皆川純子
黒の騎士団の総司令。
ジノ・ヴァインベルグ
声 - 保志総一朗
黒の騎士団幹部。
ギルバート・G・P・ギルフォード
黒の騎士団に所属し、コーネリアを支える。

### 超合集国
皇神楽耶
声 - かないみか
元超合集国最高評議会議長。前作『復活のルルーシュ』のナナリー誘拐事件、通称「ハシュベスの戸惑い」に端を発した超合集国とジルクスタン王国の紛争の和平締結後に退任していたが、ロキによる大量虐殺行為を行ったノーランド討伐のため議長に再就任、黒の騎士団に出撃の命令を下す。

### 喫茶「シュマリ」
江間 メイ（えま メイ）
声 - 白石晴香
喫茶「シュマリ」の従業員。ブリタニア人に絡まれていた所を、アッシュに助けられる。その後はアッシュを店へと誘い、彼とラズベリー（サクヤ）を引き合わせる。ロキに店が襲撃された際はヴァレンと共に窮地に陥るも、七煌星団が救援に間に合ったことで九死に一生を得る。
ヴァレン・スターク
声 - 野川雅史
喫茶「シュマリ」のマスター。ラズベリー姿のサクヤに、店を手伝ってもらうこともある。ロキに店が襲撃された際はロケットランチャーを持ち出して応戦している。

### 家族関係者
皇 重護（すめらぎ じゅうご）
声 - 小山力也
サクヤの父親。ホッカイドウブロックの元領主。虜囚となった後、何者かに殺害される。アッシュは「自分が重護を殺した」と語っているが、詳細は不明。実際は収監されていた際に（ノーランドに反逆したことで）対面の牢屋に入れられたアッシュと知り合い、自らの身の上や娘の話をして互いに心を許し、アッシュに対してサクヤの救助を依頼する。そして自らの処刑が決まった際、重護寄りの看守の手引きでアッシュと共に脱走するものの、その行動は把握されており、銃撃を受けて負傷する。最期はアッシュを庇って彼を逃がし、自らは射殺される。
シェリー・メ・ブリタニア
サクヤの母親。神聖ブリタニア帝国第98代皇帝シャルル・ジ・ブリタニアの第一子だが、彼が皇帝に即位する前に重護に嫁いでおり、その際に皇位継承権を返上している。ブリタニアが日本を占領しエリア11とした際には、自身の立場を利用し北海道とそこに住む民達を守ったが、その後に若くして病没した。
ニコル・フェニックス
声 - 石見舞菜香
アッシュの実弟。兄や幼馴染の少女ルビィ（声 - 羊宮妃那）やナラ達と、孤児院の「ラベンダーホーム」で暮らしていた。後にアッシュと共に、ノーランドのリューネベルク家へと引き取られる。暗殺仕事をさせられる兄の姿に心を痛め、ある任務の際に兄を手伝おうと銃を持ち出し、そこで出会ったルビィを銃撃するが、それが原因で任務は失敗。帰還後に自分が悪いのだとノーランドに謝罪するも、その場で彼に処刑された。

### その他
ニーナ・アインシュタイン
声 - 千葉紗子
科学者の女性。新型フレイヤ・エリミネーターを開発する。
L.L.、C.C.
声 - 福山潤（L.L.）、ゆかな（C.C.）
二人で旅をしており、L.L.はサクヤに対しギアスを授ける。
枢木 スザク（くるるぎ スザク）、ナナリー・ヴィ・ブリタニア、アーサー
声 - 櫻井孝宏（スザク）
ジルクスタン王国に滞在している。
紅月 カレン
声 - 小清水亜美
東京で紅蓮を駆り、ロキの大群相手に戦場を舞う。
ビスマルク・ヴァルトシュタイン
声 - 星野貴紀
かつての「ナイトオブワン」。本作では既に故人。過去の回想シーンに登場。
ボルボナ・フォーグナー
ジルクスタンの空港にてゼロ（スザク）やナナリーの側にいる姿がある。
日向 アキト（ひゅうが アキト）、レイラ・マルカル、佐山 リョウ（さやま リョウ）、成瀬 ユキヤ（なるせ ユキヤ）、香坂 アヤノ（こうさか アヤノ）
声 - 入野自由（アキト）、坂本真綾（レイラ）、日野聡（リョウ）、松岡禎丞（ユキヤ）、日笠陽子（アヤノ）
『コードギアス 亡国のアキト』の主要人物である「wZERO部隊」のメンバー。レイラ以外のルーツである日本を初めて訪れ、神戸を観光している。
エリザベート
『コードギアス 亡国のアキト』に登場する、レイラが飼っている、左前脚だけが白い黒猫。
オルフェウス・ジヴォン、マリーベル・メル・ブリタニア
声 - 鈴木達央（オルフェウス）
『コードギアス 双貌のオズ』の主要人物。ウィキッド・セレモニーで二人とも生死不明となっていたが、密かに生き延び、ケープタウンに滞在している。
オルドリン・ジヴォン、ソキア・シェルパ
声 - 浜崎奈々（オルドリン）、渡部優衣（ソキア）
『コードギアス 双貌のオズ』の主要人物。ブリタニア共和国で、軍人として働いている。

## 登場兵器

### 超合集国製のKMF
Zi-アポロ
アッシュが搭乗するKMF。格闘戦が主体の近接戦闘型。武装は肩部や胸部、大腿部に備えたスラッシュハーケン計6基と、両腕部の展開式のブレード程度で、銃器や大型武器等は装備していない。戦場で敵機が持つ銃や剣を奪って使用する戦闘スタイルを取る。腕部からはブレイズルミナスが展開可能な他、「メギストスゼータ」という戦闘能力を向上させる機能が搭載されている。
なお、Zi-アポロとZi-アルテミスは超合集国の技術顧問であるラクシャータが創設した「パール・パーティー」製であり、当初から「シトゥンペの壁」内部で戦うことを想定した設計となっている。
Zi-アルテミス
ロゼ（サクヤ）が搭乗するKMF。索敵・状況の把握等が主体の支援型。飛行が可能であり、フォートレスモードへの変形機構も持つ。最大の特徴として、Zi-アポロとの合体機構が搭載されており、その際はZi-オルテギア（後述）となる。
Zi-オルテギア
Zi-アポロとZi-アルテミスの合体形態。Zi-アルテミスが機体各部を展開させて合体し、前部中央にZi-アポロが位置する。この形態ではアッシュが操縦、ロゼ（サクヤ）がナビゲートを担当し、全高はファウルバウトに並ぶ大型機になる。新型ドライブを連結して発生させるエナジーウイングにより高速移動・戦闘が行え、ドライブを結合して片方から片方へエネルギーを分けることもできる。また、合体時でも「メギストスゼータ」の発動は可能。

### ネオ・ブリタニア製KMF
ファウルバウト
ノーランド専用KMF。全高は10mを超え、通常のKMFの2倍以上の巨体を誇る。銃器や剣などは持たないが、殴りつけるだけでKMFを吹き飛ばす程の力を発揮する。機体内部にはシトゥンペバリアと同様のエナジーシステムを搭載しており、「タイタンモード」と呼ばれるジェネレーター解放機能を持つ。その際は背部のエナジーウイングで飛行が可能となり、全身に計14基装備された発射口から「シトゥンペビーム」を放てる。操縦は搭乗者の思考のみで行われ、戦略兵器「ロキ」とも同期しているため、ロキの機能停止には本機を止めねばならない。
クインアスラ
ナラ専用KMF。武装は両腕部の大型ブレード。ブレード部には火器も備えている。
クインクラカ
キャサリン専用KMF。武装は銃剣（ブレード）付きの4連装ハンドガン2丁。近接戦闘ではブレードを展開し斬撃を行う。
エルグリプス
クリストフ専用KMF。武装は両腕部の大型ブレード。ブレードは展開時に接続して巨大なハサミの形状にすることが可能。
エルカルマル
ディボック専用KMF。主武装は背部の大型キャノン砲と両肩やランドスピナーに搭載するミサイル。また、両腕部にはブレイズルミナスを使ったクローを持ち、近接戦闘も行える。
ヴァルプニル
アーノルド専用KMF。武装は剣とコクピットブロック周囲に配置された3枚のシールド。このシールドは外周部にMVSが仕込まれた攻防一体型の装備であり、近接戦闘にも対応できる。また、死角からの攻撃を自動で防ぐ機能も搭載されている。
ローエングリン
復活したアーノルド専用の新型KMF。大破したヴァルプニルを改良した機体。武装は大剣とブレイズルミナス内蔵のシールド。
フレイプニル
ヒース専用KMF。武装は2丁のライフル。
レヴィルテイン
グラン専用KMF。武装は両肩部の大型剣とライフル、シールド。
カムデン
ネオ・ブリタニア軍の主力量産型KMF。コクピットブロックの横にはミサイルランチャーといった各種武装を装備可能。アインベルク所属部隊機はカラーリングが異なる。

### 黒の騎士団製KMF
蛍雪（けいせつ）
黒の騎士団製の新型KMF。七煌星団に1機提供され、ロゼの判断でハルカに与えられる。武装はクナイ型スラッシュハーケン、手持ちの槍、ブレイズルミナスを展開できる両腕の手甲など、ハルカに合わせ接近戦用武器で揃えている。
本機や雪花をデザインした阿久津潤一によれば、忍者をモチーフとしているという。
雪花（せっか）
黒の騎士団製の最新鋭量産型KMF。七煌星団に5機提供された後、同盟を結んだ東の暁旅団と北狼軍に1機ずつ譲渡された。武装は拳銃や刀、バズーカ。
暁改（あかつきかい）
暁の改修機で、各レジスタンス勢力が運用する主力量産型KMF。ホッカイドウが占領される以前に設計された旧式機であるため、性能はネオ・ブリタニア軍のカムデンに劣っている。

### 過去作品からの登場KMF
反逆のルルーシュ、及び復活のルルーシュより
トリスタン・ディバイダー、クインローゼスZ型、紅蓮特式、真母衣波 白式、サザーランドII。
双貌のオズより
業火白炎、ランスロット・ハイグレイル、シェフィールド・アイ。
亡国のアキトより
アレクサンダ、アレクサンダ Type-02。

### その他の兵器
ダモクレス
ネオ・ブリタニア帝国が所有する天空要塞。フレイヤを搭載し、強固なブレイズルミナス展開機構を備える。『R2』のダモクレスは太陽に投棄されたが、実は予備機が建造途中にあり、放棄されていたそれを光和3年にノーランドが入手し、建造を再開・完成させた。ただし、『R2』の物と比べ機能は不完全な状態にあり、衛星軌道までは上昇できるものの、気密性等に問題があるため高高度の運用はできない。ゼロ・レクイエムまでに処分が間に合わず残存していたフレイヤは、世界各地に潜伏していた旧ブリタニア官僚の手でネオ・ブリタニアへと横流しされた。
後にアインベルクのディボックの手でサッポロ・ゲットー殲滅のために運用されるが、ロゼや七煌星団に侵入され、フロート爆破作業を行われ、東見の特攻などでフロートを損傷し、徐々に高度が低下していく。フレイヤの搭載数は2発で、1発目はアッシュの撃った新型フレイヤ・エリミネーターに防がれ、残った2発目はディボック自身がKMFで抱えて飛び出すも、先回りしていたロゼ達にエリミネーターを使われて失敗。ネオ・ブリタニアが持つ最後の1発はクリストフが高度低下中のダモクレスへ使い、墜落が決定的となった。最後は、ロゼ達の尽力で市街地を逸れた人的被害の少ない場所へと誘導され、地上に落着した。
ロキ
第3幕（episode9）から登場する無人戦略兵器。ノーランドとスタンリーの手により、秘密裏に開発が行われた。大量生産されており、海中の輸送艦から射出され、海上に出た後は陸地に上陸し、人間を探知すると彼らを機体中央のリフトファンに吸い込み、切り刻んで殺戮する（その際は上部から血煙が噴出する）。移動時は転がるタイヤのような形状だが、殺戮を行う際は多脚型に変形する。機体下部には回転式のカッターを備えており、対象が車やKMFに乗っている場合は、天井板やコクピットの装甲を破壊して人間を吸い出す。KMF以上の大きさを誇り、装甲も堅牢で銃撃程度では傷すら付かない。ジャンプ力も高く、険しい傾斜の地形も踏破が可能という攻防両面に機動性も揃った凶悪な代物。更には僚機を跳ね上げて飛ばし、人間のいる建物へと送り込むといった行動もできる。機体の動き・操作はノーランドの乗機「ファウルバウト」と同期しており、ファウルバウトが機能停止しない限り止まることは無い。なお、製造開発に関する資源の調達はホッカイドウ外の各国に設立したダミー会社経由によるもの。

## 用語

### 国家・組織
ネオ・ブリタニア帝国（The Empire of Neo-Britannia）
合衆国日本のホッカイドウブロックを占領し、建国を宣言した国家であり、神聖ブリタニア帝国の再興を掲げる。内部の日本人達は、またもイレヴンとして扱われている。元首は第100代皇帝カリス・アル・ブリタニア。カリスの死去後は皇サクヤ（正体は春柳宮サクラ）が、第101代皇帝に即位する。皇帝直属の「アインベルク」という騎士団（後述）が存在する。また、天空要塞ダモクレスやフレイヤ（弾数は3発）を有する。ノーランドの死から数ヶ月後のエピローグにて帝国は解体された。
その前身は、旧来の神聖ブリタニア帝国が帝政を終えた後、複数の小国に分離した混乱期においてシュナイゼルの指導によって、多くの国が「ブリタニア共和国」として再統合されて超合集国に加盟する中で、統合に応じなかった国の中の一つであるノーランドが率いる「リューネベルグ」。
アインベルク
戦略面を得意とするヴァイスリッター6名と、実戦面を得意とするシュヴァルツリッター5名の全11名で構成されている。彼らはそれぞれ、チェスの駒になぞらえた地位を持ち、領地と騎士団を持っている。リーダー格はノーランド・フォン・リューネベルク。最終的に戦死や自決、あるいは用済みとして処分されるなどで8名が死亡し、生存者はナラ、キャサリン、ヴァルターの3名のみとなった。
なお、「アインベルク（Einberg）」、「ヴァイスリッター（Weißritter）」、「シュヴァルツリッター（Schwarzritter）」はそれぞれ、ドイツ語で「山」、「白騎士」、「黒騎士」を意味する。
超合集国
合衆国日本などを中心とした連合国家。ネオ・ブリタニア帝国の建国後、超合集国側としてはネオ・ブリタニアが正式な宣戦布告をしていない点、大義名分を得られないまま黒の騎士団を派兵して損害を出し、加盟国国民の支持を失う可能性を危惧した点、そして「シトゥンペの壁」の存在から、首脳陣が静観を決めていた。劇中終盤の和平交渉の際に皇神楽耶が最高評議会議長に再就任し、世界各地に出現したロキの対処に尽力する。
七煌星団（Seven Shining Stars）
ホッカイドウブロック最大のレジスタンス組織であり、反ネオ・ブリタニア活動を展開している。団長の黒戸剣成はアバシリ強制収容所に捕われていたが、ナナシの傭兵の協力もあり、後に救出される。超合集国の意向で派兵は出来ない（戦争状態ではないため）黒の騎士団が、ネオ・ブリタニアがホッカイドウの民衆を弾圧しているという情報を耳にし、彼らがレジスタンスに送った支援物資を受領、戦力を増強する。エピローグではネオ・ブリタニアが倒れ、解体されたことで組織は解散する。
東の暁旅団、北狼軍
共にホッカイドウブロックで活動するレジスタンス組織。東の暁旅団は東見燦士郎が、北狼軍は岩本時男が率いている。七煌星団と比べて規模は小さく、戦力も劣っている。後には二組織共に、七煌星団と同盟関係を結ぶ。しかし、ネオ・ブリタニアとの戦闘で徐々に戦力を消耗していき、最終的にはそれぞれのリーダーである東見と岩本が戦死、組織としても壊滅する。

### 地名・施設
ホッカイドウブロック
本作の舞台となる日本の北東地域。フジサンに次ぐサクラダイトの埋蔵量を誇り、以前から「シトゥンペの壁」の実用化が行われ、シトゥンペタワーが建造されていた。かつてはブリタニア皇族のシェリーが領主の重護に嫁いだことで、日本がエリア11となった際もホッカイドウは非道な扱いを受けずにいたが、シェリーが没し、光和3年には「ネオ・ブリタニア帝国」に占領され、レジスタンスとの戦いが続いていた。エピローグでは合衆国日本に復帰し、超合集国管轄の特別自治区となる。
ネオ・ブリタニア政庁皇宮
小高い山の頂上部に築かれたネオ・ブリタニアの中枢施設。皇帝のカリスおよび後任のサクヤ（サクラ）の居住区やノーランドの執務室が置かれている。アインベルクの会談場所でもある。地下にはスタンリーの研究施設が存在し、秘密裏にロキの開発がされていた。最終幕ではここもロキの襲撃を受ける。また、ノーランドは政庁の部分を切り離して空中へと飛翔させている。
ネオ・ブリタニア政庁前宮
「シトゥンペの壁」の制御装置がある施設。ノーランドがホッカイドウブロック全土にシトゥンペバリアを広げたことにより、その解除を目的にナラから情報を教えられたサクヤが施設内へと潜入するも、ノーランドの仕掛けで電力を落とされ、閉じ込められてしまう。だが、七煌星団の面々が電力復旧作戦を実行し、バリア解除に成功する。
喫茶「シュマリ」
ヴァレンが営む喫茶店。普段は彼と従業員のメイの二人で店を切り盛りしている。サクヤも「ラズベリー」という名で店を手伝うこともある。店舗は二階建てで、サクヤの部屋も用意されている。ロキ出現時に店を襲われるが、七煌星団の救援でヴァレン達は助かった。ちなみに「シュマリ（sumari）」とは、アイヌ語でキツネという意味。
ラベンダーホーム
幼少時のアッシュとニコルのフェニックス兄弟、彼らの幼馴染のルビィという少女、そして後のアインベルクのナラが暮らしていた孤児院。サクヤはアッシュの過去を知るためにここを訪れ、シスターにギアスを使用した。エピローグではナラがここで子供達の世話をしており、キャサリンもラベンダーホームで働かせて欲しいと訪ねている。

### 技術・兵器
シトゥンペの壁（Situmpe Wall）
ホッカイドウブロックの全周に張り巡らされた、沿岸部に並ぶタワーから発せられるエネルギー波によって形成されるエネルギー障壁で、「シトゥンペバリア」とも呼ばれる。サクラダイトの活性を抑制することで、接触したKMFを始めとしたサクラダイト使用電子機器を出力低下・行動停止させる機能を持ち、黒の騎士団も容易には奪還のための行動が起こせないでいる。壁の内部でもKMFはエナジーを大量に消費するため、フロートシステムが有用ではなくなっている。結果的に、KMF同士の戦闘は空戦ではなく陸戦が主体となり、飛行型KMFも劇中ではZi-アルテミス（合体後のZi-オルテギア含む）とファウルバウト（タイタンモード時）以外、登場しない。また、ファウルバウトにはシトゥンペバリアと同様のシステムが搭載されている。
技術そのものは日本侵攻前から研究されており、ブレイズルミナスや絶対守護領域といった新技術を取り入れることで皇暦2017年以降に実用化されていたが、ゼロレクイエムを経て世界に平和が到来したことで必要性が薄れ、稼働されるには至らなかった。しかし、光和3年のホッカイドウブロックへの侵攻時に初めて稼働され、ホッカイドウに先述の通りの現状をもたらした。
なお、シトゥンペ（アイヌ語: situmpe）は北海道全域の北海道アイヌ語諸方言にみられる「狐（キタキツネ）」の雅称。クロキツネがアイヌ民族に珍重されていたことから、とりわけクロキツネを指すことが多い。
シトゥンペビーム
ノーランドの専用機「ファウルバウト」に搭載されている武装。「タイタンモード」時に使用可能となる。発射口は頭部の顔面部に1基、両肩部に計2基、胸部に1基、両手首部に計2基、両掌に計2基、両膝の下部に計2基、両足の踵部分に計2基、両側のシールド表の中央部に計2基の合計14基。シトゥンペバリアと同様のシステムにより、破壊力はないものの、一発でも命中すればKMFはドライブが機能停止する。ノーランドにとってKMF同士の戦闘で勝つことは全く意味がなく、相手が不動になれば戦闘を行わずに簡単に制圧できるという、合理主義を突き詰めた結果がこの武装である。
発射口の位置や発射速度等から攻撃を避けるのは至難の業であるが、同時発射可能な数は2発までということ、またビームの連射を続けると発射速度が徐々に低下していくという欠点があり、Zi-アルテミスとの戦闘ではサクヤにこの欠点を分析されている。
破甲爆弾
七煌星団などのレジスタンス組織が使用する大型爆弾。ダモクレス攻略戦時や政庁前宮の電力復旧作戦時などで使われている。四角い箱形の形状で、地面に設置して爆破する。その際は広域で爆発が起きるパターンと、狭いレンジで貫くパターンの二つのパターンが存在する。

### その他の用語
ヴォーグ制
ブリタニアの貴族や上流階級に課せられた孤児や身寄りのない子供を引き取って養育させる制度。この制度でアッシュとニコルはノーランドのリューネベルク家に引き取られた。大多数のブリタニア貴族は軍属であるため、ヴォーグ制で養子にした者も軍人にするのが彼らの常識だったが、ノーランドのように暗殺者に仕立てるのは「品位がない」とされ、ビスマルクが諫めようとするほど。その一方で、ラベンダーホームからある貴族に引き取られたルビィのように華やかなドレスを着て生活している子もいる。
ブリタニアバッシング
神聖ブリタニア帝国が解体され共和国となった後、世界は平和に向けて進み出していたが、ブリタニアに対する非難・報復が無くなった訳ではなく、エリア24など一部の地域では「ブリタニアバッシング」が行われていた。過激な報復行為は一般市民や孤児院（ラベンダーホーム）といった所までおよび、少なからぬ被害を出した。ネオ・ブリタニアはバッシングを受けた人々の避難・逃亡先としても機能していた。それ故、アインベルクのナラなど大切な人々を守るためネオ・ブリタニアに参加を決めた者もいる。

## 主題歌
オープニング主題歌「Running In My Head」
作詞・作曲 - MIYAVI ･ Lenard Skolnik ･ Seann Bowe ･ Notelle ･ Erich Lennig ･ Jonny Litten / 歌 - MIYAVI
第6話以降はZi-アルテミスのエナジーウイングが、第10話以降は子供の頃のノーランドの姿や仮面を外した彼の素顔が表示されるようになる。監督の大橋誉志光によれば、アッシュをイメージした曲で、ストーリー進行に合わせて内容が変化する作りにしたとのこと。
エンディング主題歌「ロゼ (Prod.TeddyLoid)」
作詞 - 満島ひかり、Konnie Aoki、作曲・編曲 - TeddyLoid、Add108、 歌 - 満島ひかり
各話ごとに光の色が異なる違いがある。監督の大橋誉志光によれば、サクヤをイメージした曲で、クリスタルも劇中でサクヤがギアスを使った際の「ギアストンネル」をモチーフにしているという。

## スタッフ
- 原作・企画・制作 - サンライズ
- ストーリー原案 - 大河内一楼、谷口悟朗
- 監督 - 大橋誉志光
- チーフ演出 - 石井章詠
- シリーズ構成 - 木村暢
- キャラクターデザイン原案 - CLAMP
- キャラクターデザイン - 木村貴宏、島村秀一
- ナイトメアフレームデザイン - 阿久津潤一
- メカニックデザイン - 重田智、石本剛啓、植田大貴、今野航
- メインアニメーター - 木村貴宏、島村秀一、中谷誠一、重田智、橋本敬史
- 美術デザイン - ロマン・トマ
- 美術監督 - 小幡和寛
- 色彩設計 - 忽那亜実、久保木裕一
- 3DCG - 武右ェ門
- CGI監督 - 篠田周二
- 音響監督 - 明田川仁
- 撮影監督 - 千葉洋之
- 編集 - 坂本久美子
- 音楽 - 川井憲次
- 音楽プロデューサー - 関根陽一
- 音楽制作 - バンダイナムコミュージックライブ
- プロデューサー - 土屋康昌、谷口廣次朗、大林祐里、土屋芳朗、小岐須泰世
- 製作 - バンダイナムコフィルムワークス

## 各話リスト
Disney+「スター」にて1話づつ毎週金曜に更新。1幕ごとに3話構成となっており、第1幕（第1話〜3話）、第2幕（第4話〜6話）、第3幕（第7〜9話）、第4幕（第10話〜12話）となっている。
| 話数       | サブタイトル            | 脚本   | 絵コンテ            | 演出                         | 作画監督                                                                                           | 総作画監督        | 放送日         |
| ---------- | ----------------------- | ------ | ------------------- | ---------------------------- | -------------------------------------------------------------------------------------------------- | ----------------- | -------------- |
| episode 1  | 雪解-Melting snow-      | 木村暢 | 大橋誉志光          | 石井章詠 鹿間貴裕            | 鈴木竜也 坂本修司                                                                                  | 木村貴宏 島村秀一 | 2024年 6月21日 |
| episode 2  | 氷壁-Ice Wall-          | 木村暢 | 久藤瞬 石井章詠     | 石井章詠                     | 宮西多麻子 西島加奈 中本尚 西出祐基 吉川真帆 堀井久美 坂本修司                                     | 島村秀一 中谷誠一 | 6月28日        |
| episode 3  | 紅霞-Raspberry-         | 木村暢 | 大橋誉志光          | 鈴木萌                       | 坂本修司 鈴木竜也                                                                                  | 木村貴宏 島村秀一 | 7月5日         |
| episode 4  | 蛍火-Alliance-          | 木村暢 | 芦野芳晴            | 徳本善信                     | 小林理 冨沢佳也乃 小沢久美子 高嶋美里                                                              | 島村秀一          | 7月12日        |
| episode 5  | 光芒-Damocles-          | 木村暢 | 寺岡厳              | 石井章詠                     | 鈴木竜也 中村プロダクション しんぼたくろう 中本尚                                                  | 島村秀一          | 7月19日        |
| episode 6  | 薫衣-Lavender-          | 木村暢 | 西澤普              | 神谷望夢                     | 坂本修司 大野勉                                                                                    | 島村秀一          | 7月26日        |
| episode 7  | 朧月-Hazy Moon-         | 木村暢 | 大橋誉志光          | 菅野幸子                     | 斉藤香 吉田雄一 長尾浩生                                                                           | 島村秀一          | 8月2日         |
| episode 8  | 銀兎-Ginto-             | 木村暢 | 西澤普              | 安部保仁                     | 鈴木竜也 堀井久美 西島加奈 坂本修司                                                                | 中谷誠一          | 8月9日         |
| episode 9  | 鉛心-Reset-             | 木村暢 | 石井章詠 寺岡厳     | 石井章詠                     | 大野勉 鈴木竜也 杉浦尭侑 吉田雄一 堀井久美 中本尚 長尾浩生 高久美弥 中村佑美子 坂本修司 戸井田珠里 | 島村秀一          | 8月16日        |
| episode 10 | 紫瀾-Purple Surf-       | 木村暢 | 古田丈司 大橋誉志光 | 坂元亜衣                     | 坂本修司 西島加奈 吉田雄一 斉藤香 有我洋美 高久美弥                                                | 島村秀一          | 8月23日        |
| episode 11 | 褐襲-Devastating Force- | 木村暢 | さとう陽            | 石井章詠                     | 高久美弥 戸井田珠里 中本尚 中村佑美子 堀井久美                                                     | 島村秀一          | 8月30日        |
| episode 12 | 浅緋-Breaking Dawn-     | 木村暢 | 大橋誉志光          | 大橋誉志光 坂元亜衣 安部保仁 | 坂本修司 斉藤香 吉田雄一 西島加奈 中本尚 大野勉 長尾浩生                                           | 島村秀一          | 9月6日         |

## 入場者特典
第1幕入場者特典
- 1週目：メインスタッフ描き下ろしビジュアルシート（ランダム全5種）

配布期間：2024年5月10日 - 5月16日
- 2週目：「コードギアス」シリーズコラボ描き下ろしミニ色紙（ランダム全5種）

配布期間：5月17日 - 5月23日
- 3週目：描き下ろしステッカー（ランダム全2種）

配布期間：5月24日（金）～5月30日
- 4週目：『コードギアス 奪還のロゼ』木村貴宏 ARTBOOK（全1種）

配布期間：5月31日 - 6月6日
第2幕入場者特典
- 1週目：メインスタッフ描き下ろしビジュアルシート（ランダム全5種）

配布期間：6月7日 - 6月13日
- 2週目：「コードギアス」シリーズコラボ描き下ろしミニ色紙（ランダム全4種）

配布期間：6月14日 - 6月20日
- 3週目：描き下ろしステッカー（ランダム全2種）

配布期間：6月21日 - 6月27日
- 4週目：キャラクターデザイン島村秀一描き下ろしコースター（ランダム全2種）

配布期間：6月28日 - 7月4日

## 新潔のアルマリア
光和4年を舞台とし、『復活のルルーシュ』から『奪還のロゼ』へと繋がる物語が描かれる。『月刊ホビージャパン』2024年9月号から10月号まで2号連続でプロローグ「黒の閃光」が、12月号から小説版本編が掲載。また、カドコミ（コミックNewtype）にて2025年1月からコミカライズが開始された。作者は曽我篤士。
- シナリオ - 長月文弥
- キャラクターデザイン - 岩村あおい（サンライズ作画塾）
- ナイトメアフレームデザイン - アストレイズ

### アルマリアの登場人物
担当声優はゲーム『コードギアス 反逆のルルーシュ ロストストーリーズ』での配役。
宗賀 ハクバ（そうが ハクバ）
声 - 岡本信彦
本作の主人公。25歳。皇神楽耶の直属となる諜報機関「イザヨイ」のエージェント。宗賀衆と呼ばれる宗賀の里出身だが、神聖ブリタニア帝国の日本侵攻時に家族を失う。後に黒の騎士団の壱番隊に所属し、結婚して娘が生まれたが、『R2』の富士山噴火時に妻と娘のいた村が巻き込まれ、二度に渡って家族を亡くすというつらい経験をする。その後、神楽耶から誘われてイザヨイへと入った。以降は「エージェント新月」の一員として任務をこなしている。
サトリ・リシリュー
声 - 佐々木琴子
本作のヒロイン。18歳。日本人とユーロピア人（E.U.）のハーフ。「イザヨイ」の「エージェント新月」の一員で、ハクバを補佐する。ギアスユーザーでもあり、詳細は不明だが、相手に質問を行うとその相手が隠そうとしていた情報を正直に話してしまうという能力を持つ。
ドク・ジョブズ
声 - 永塚拓馬
「エージェント新月」をサポートするメカニック。ブリタニア人で、KMFの整備だけでなく諜報活動用の道具製作にも携わる。
M（エム）
声 - 麻倉もも
ハクバが香港における人身売買オークションから救出した謎の少女。現時点で本名を含めて正体は謎となっている。実は鞠熾天のパイロットであり、騒乱が起きた戦場などに現れては人的被害を抑えつつ鎮圧行動を行う。
レディ・レディ
声  - 種崎敦美
「ピースマーク」のエージェントで、以前は「ミス・エックス」を名乗り活動していた。本作ではMに協力し、ウィリアム・ビッシュの居場所を探している。
双葉綾芽
「イザヨイ」のエージェントの一人。
インディラ・タルール
黒の騎士団の総司令。元参番隊の隊長で、藤堂鏡志朗の次に総司令となった。優柔不断な性格が欠点。
コーネリア・リ・ブリタニア
黒の騎士団の陸軍大将。
ジノ・ヴァインベルグ
黒の騎士団の航空幕寮長。
ゼロ
黒の騎士団のCEO。
シュナイゼル・エル・ブリタニア
ブリタニア共和国の大統領。
シュネー・ヘクセン
シュナイゼルの秘書。
ロイド・アスプルンド、セシル・クルーミー、ニーナ・アインシュタイン
ブリタニア共和国の防衛企画開発高等研究所の技術者であり博士。室長はセシル。
カノン・マルディーニ
ロイド達が所属する防衛企画開発高等研究所の設立者でありオーナー。
マウリツィオ・イシャー
「ファットリーノ」というグループを率いる武器商人。キルギスの政府軍・デモ隊双方にKMFを売っていた人物。ランスロット・アルビオンゼロと鞠熾天の共闘により、グループごと制圧され一網打尽となる。
マシュー・ブラキストン
大手製薬会社パイレックスの社長。
ジョゼフ・グラナード
元ブリタニア軍の大佐。潜水艦でハワイへ襲撃を行う。サトリによれば、彼女の父親の仇だとされる。
イーサン・モーガン
ロイドを誘拐した元ブリタニア貴族。父親の命令でロイドを誘拐し、KMFによる事件を起こしてシュナイゼルを引きずり落とそうと目論む。
バレント・モーガン
イーサンの父親。元伯爵の国会議員。反皇族派であり、大統領選ではシュナイゼルに負けている。
イワン・スヴォロフ
LDM計画に関わる技術者。元々スヴォロフ家はノーランドの工房に所属し、キャメロット統合前にクビになった。ロイドによれば他者の作った物を完全再現できるという特技を持つが、欠点として独自性がないとのこと。「ピュアエレメンツG（鞠熾天）」の開発者でもあるが、機体をファントム（業火白炎のパイロット）に盗まれる。
陳永映（チェン・ヨンイン）
中華系マフィア「黄山幇（こうざんほう）」のボス。イワンと取引をしようとするが、「エージェント新月」に妨害される。
オルフェウス・ジヴォン、マリーベル・メル・ブリタニア
『コードギアス 双貌のオズ』の主要人物。イワンの身を狙い、「エージェント新月」と接触する。

### アルマリアの登場兵器
新月（シンゲツ）
ハクバ専用のKMF。彼のために調整された月下の改修機であり、白いカラーリングが特徴。両腕には遠近攻防一体型の統合兵装を、背部にはパール・パーティ製の熱斬刀を装備する。
トリスタン・ディバイダー
ジノの専用機。
キースリー
トリスタンの簡易量産型KMF。ジノの部隊「グリーンフォース」では、計11機が編成されている。キルギスの騒乱時に鞠熾天との戦闘で全滅する。
ランスロット・アルビオンゼロ
ゼロ（スザク）の搭乗機。
業火白炎
「ピースマーク」のエージェント、オズの乗機。
鋼髏
「エージェント新月」に攫われたイワンの身を取り戻すため、陳永映が差し向ける。
鞠熾天（マリシテン）
「ピュアエレメンツG」の異名が付いた謎のKMF。「LDM（Legacy Development Model）」と呼ばれる計画で開発された紅蓮聖天八極式のコピー機、グレンLDMを強化改修した機体。黒いカラーリングが特徴。頭部はガウェインに似ており、背部には可動式の新型エナジーウイングを搭載する。
主武装は右腕に装備した統合兵装「トライアームズ」。これはシュロッター鋼製の巨大爪を展開する「アームズ1」、MVSが内蔵された剣の「アームズ2」、輻射波動を放てる「アームズ3」の三形態にモードチェンジが可能となっている。他の武装としてクナイ型のMVSと飛燕爪牙（スラッシュハーケン）を持つ。